# Albrecht von Hoya

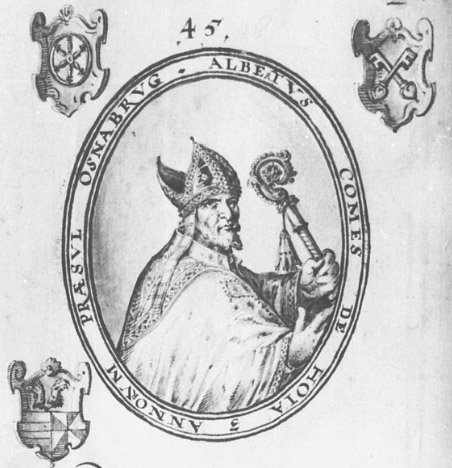
Albert

 Albrecht von Hoya  (auch Albert) († 25. April 1473 in Petershagen) war von 1436 bis zu seinem Tod 1473 Bischof von Minden und von 1450 bis 1454 Administrator des Bistums Osnabrück.

## Herkunft
Albrecht entstammte dem Grafengeschlecht von Hoya, von denen einige bereits vor Albrecht Bischof von Minden waren. Sein Vater war Graf Erich von Hoya († 1426). Seine Mutter war Helene, eine geborene von Braunschweig-Lüneburg. Seine Brüder Otto und Erich waren Administratoren von Bremen bzw. von Osnabrück. Seine Onkel väterlicherseits Johann und Otto waren ebenfalls Bischöfe. Sein Vorgänger in Minden war Albrechts Onkel.

## Ausbildung
Im Jahr 1418 schrieb er sich an der Universität Erfurt ein, wo er das Sommersemester 1420 Rektor war. Albert von Hoya war Dompropst von Bremen (seit 1436), Kanoniker am Hildesheimer Dom und Archidiakon Frieslands und im Emsland (seit 1425).

## Tätigkeit als Bischof
Albrecht wurde 1420 zum Koadjutor von Bischof Wulbrand ernannt. Nach dessen Tod wurde er am 23. Dezember 1436 Bischof von Minden und am 18. Februar 1437 von Papst Eugen IV. bestätigt. Erst nach seiner Wahl zum Bischof-Elekt wurde er im April 1437 zum Priester geweiht und erhielt im Mai 1437 mit seiner Bischofsweihe die volle Bischofswürde. Seine etwa 36 Jahre währende Regentschaft im Hochstift Minden und über das Bistum Minden bedeuten eine für die Mindener Bischöfe fast unvergleichbar lange Zeitspanne. Dies gilt umso mehr, wenn man in Betracht zieht, dass Albrecht etwa 16 Jahre lang zuvor Koadjutorbischof in Minden war. Auf eine noch längere Zeitspanne als Bischof konnte nur der zweite Mindener Bischof Hardward zurückblicken, der von 813 bis 853 amtierte.
Albrecht wurde wie bereits Bruder Erich zuvor 1449 oder 1450 zum Bischof von Osnabrück gewählt. Er bekleidete dieses Amt bis 1454. Der Bischof-Elekt Albrecht blieb jedoch, weil der Papst ihn in Osnabrück nicht bestätigte, lediglich Administrator im Bistum Osnabrück.
Albrecht wurde im Mindener Dom beigesetzt.